# Strawbs
The Strawbs jsou rocková skupina založená v roce 1964 v Anglii. Původně vystupovali pod názvem Strawberry Hill Boys, začínali jako bluegrassová skupina a postupně inklinovali k ostatním hudebním stylům (folk-rock, glam rock, progressive rock).

## Historie

### Začátky
Jejich dlouholetým vedoucím a nejaktivnějším skladatelem je kytarista a zpěvák, Dave Cousins (kytara, dulcimer, banjo, zpěv) (narozen jako David Joseph Cousins, 7. ledna 1940, v Hounslow, Middlesex).
V raných dobách Strawbs hráli s Sandy Denny (sólová zpěvačka z folk-rockové skupiny Fairport Convention a Fotheringay)
Začali v 60. letech jako bluegrassová skupina, Strawberry Hill Boys, na repertoár se brzy dostala jejich vlastní (hlavně Cousinsova) tvorba. Byli prvními hudebníky z Velké Británie, kteří podepsali smlouvu se společností Herba Alperta A&M Records a nahráli první singl „Oh How She Changed“ v roce 1968. Singl byl produkován a aranžován dvěma nejvlivnějšími producenty 70. let, Gus Dudgeonem a Tony Viscontim, kteří též spolupracovali na kritikou vychvalovaném prvním albu s názvem Strawbs, které vyšlo v roce 1969.
Po folkově laděném Dragonfly, Cousins a Hooper přizvali Ricka Wakemana na klávesy a Richarda Hudsona s Johnem Fordem na bicí a baskytaru. Nová sestava měla londýnskou premiéru v Queen Elizabeth Hall a Wakeman zde byl časopisem Melody Maker vyhlášen jako „Budoucí Superstar“. Jejich třetí album, Antiques and Curios, první které bylo vydáno v USA, bylo nahráno na jejich koncertu. Wakeman s nimi zůstal ještě do dalšího alba, From The Witchwood a pak odešel ke skupině Yes. Nahrazen byl Blue Weaverem, který předtím hrál se skupinami Amen Corner a Fairweather. Tato sestava vydala album, které je považováno za typické pro skupinu Strawbs, Grave New World. Skupinu opustil zakládající člen Tony Hooper, kterého nahradil rocker Dave Lambert, dříve skupiny Fire a King Earl Boogie Band.

## Členové
Vedle Davea Cousinse byli původními hráči:
- Tony Hooper (kytara, zpěv) (narozen jako Anthony Hooper, v roce 1944, v Hounslow, Middlesex),
- Ron Chesterman (baskytara),
- Rick Wakeman (klávesy) (později úspěšný jako člen Yes a v sólových projektech),
- Blue Weaver (klávesy), který hrál též s Amen Corner, Mott the Hoople a Bee Gees,
- Richard Hudson (bicí, zpěv)
- John Ford (baskytara, zpěv)

Posledně dva jmenovaní spolu vytvořili pár hitů jako duo Hudson-Ford.
Ostatní členové:
- Dave Lambert (kytara, zpěv) (narozen jako David Lambert, 8. března 1949, v Hounslow, Middlesex),
- Brian Willoughby (kytara),
- Chas Cronk (baskytara, zpěv, kytara)
- John Hawken (klávesy) (také The Nashville Teens, Renaissance, Spooky Tooth, Vinegar Joe),
- Rod Coombes, bývalý člen Stealers Wheel,
- Tony Fernandez (bicí)
- Andy Richards (klávesy).
- Oliver Wakeman (klávesy)

## Singly – hity
- „Lay Down“ (UK #12 1972)
- „Part of the Union“ (UK #2 1973)
- „Shine On Silver Sun“ (UK #34 1973)
- „I Only Want My Love To Grow In You“ (1976)

Poslední singl z alba Deep Cuts byl úspěšný v rozhlasovém vysílání, ale navzdory prodejním úspěchům se v žebříčcích nijak výrazně neumístil.

## Alba
- Strawbs (1969)
- Dragonfly (1970)
- Just A Collection Of Antiques And Curios (1970)
- From The Witchwood (1971)
- Grave New World (1972)
- Bursting at the Seams (1973)
- Hero and Heroine (1974)
- Ghosts (1974)
- Nomadness (1975)
- Deep Cuts (1976)
- Burning for You (1977)
- Deadlines (1978)
- Don't Say Goodbye (1987)
- Ringing Down the Years (1991)
- Heartbreak Hill (1995)
- Halcyon Days (compilation, 1997)
- Baroque and Roll (2001) (Acoustic Strawbs)
- Blue Angel (2002)
- Deja Fou (2004)
- Full Bloom (2005) (Acoustic Strawbs)
- Strawbs Live at Nearfest 2004 (2005)
- Painted Sky (2005)
- Recollection (2006)
- A Taste of Strawbs (2006) (box with 4 CDs, recordings 1967–2006)
- Strawbs NY '75 (2007) (live 1975)
- Lay Down with the Strawbs (2008) (live 2006)
- The Broken Hearted Bride (2008)
- Dancing to the Devil's Beat (2009)
- Hero & Heroine In Ascencia (2011)
- Acoustic Gold (2011) (Acoustic Strawbs)
- The Ferryman's Curse (2017)

## DVD
- Complete Strawbs: The Chiswick House Concert (2002)
- Strawbs Live in Tokyo DVD, plus Grave New World, the movie (2003)
- Acoustic Strawbs Live in Toronto (2004)
- Acoustic Strawbs – live at Hampton Court Palace (2009)

## Film
- Grave New World (1973)